# 폰테베드라 CF
폰테베드라 CF(스페인어: Pontevedra Club de Fútbol, SAD)는 스페인 갈리시아주 폰테베드라도 폰테베드라를 연고로 하는 축구단이다. 1941년 10월 16일에 창단되었으며, 세군다 페데라시온에 참가하고 있다. 1963년에 스페인 최상위 리그인 라리가로 승격했지만 1년 후 강등되었고, 1965년에 다시 승격된 뒤에 1970년까지 라리가에 참가했다.

## 선수 명단

### 현역
참고: FIFA 자격 규정에 따라 소속된 국가대표팀 국기를 표시합니다. 선수는 복수의 FIFA 비회원국 국적을 가지고 있을 수 있습니다.
| 번호 | 포지션 | 국적 | 이름 |
| ---- | ------ | ---- | ---- |

| 번호 | 포지션 | 국적 | 이름                |
| ---- | ------ | ---- | ------------------- |
| 18   | MF     |      | 달리손 드 알메이다  |
| 19   | DF     |      | 벤자민 게레이       |
| 22   | MF     |      | 레어슈 메즈드레아   |
| -    | DF     |      | 마테우스 토칸틴스코 |

## 역대 감독
| 감독          | 임기        |
| ------------- | ----------- |
| 마르셀 도밍고 | 1964 ~ 1965 |
| 호세 훙코사   | 1971        |
| 하비 그라시아 | 2006 ~ 2008 |